# Friemar
Friemar – miejscowość i gmina w Niemczech, w kraju związkowym Turyngia, w powiecie Gotha, siedziba wspólnoty administracyjnej Nesseaue.